# Maurizio Cattelan
Maurizio Cattelan (* 21. září 1960 Padova, Itálie) je italský sochař a tvůrce uměleckých instalací, který žije v New Yorku ve Spojených státech amerických. Během svého života nikdy nestudoval žádnou uměleckou školu. Mezi jeho díla se řadí například socha La nona ora (1999) či umělecké instalace Ballad for Trotzky (1996), Bidibidobidiboo (1996), We are the Revolution (2000) nebo Now (2004). Vystavoval v Tate Modern (2007) a na přelomu let 2011 a 2012 uspořádal v newyorském Guggenheimově muzeu svou první retrospektivní výstavu.
Cattelanova tvorba je občas kontroverzní a stává se, že jsou jeho díla rozhořčenými diváky upravována či ničena. Například v roce 2004 se pokusil rozlícený muž v centru Milána zničit nepojmenovanou instalaci zpodobňující tři děti visící na stromě. Pro Varšavu vytvořil dílo klečícího a modlícího se Adolfa Hitlera, které bylo vystaveno v někdejším varšavském ghettu na ulici Próżna v domě číslo 14. Je rovněž autorem díla nazvaného Komediant mající podobu banánu přilepeného ke zdi pomocí stříbrné lepicí pásky.